# Stożek Mały (Beskid Śląski)
Stożek Mały (cz. Malý Stožek, 843 m n.p.m.) – słabo zaznaczające się, bezleśne wzniesienie w Beskidzie Śląskim w głównym grzbiecie Pasma Stożka i Czantorii, położone między Wielkim Stożkiem a Cieślarem. Od Stożka Małego odchodzi na północny wschód boczne ramię Kobylej, oddzielające doliny potoków Dziechcinka i Jerzy. Pod szczytem, tuż na północ od jego kulminacji znajduje się kilka zabudowań osiedla Stożek Mały, należącego administracyjnie do Wisły. Po zachodniej stronie grzbietu łączącego Stożek Mały z Cieślarem, na wys. ok. 800–830 m, kilka zabudowań czeskiego przysiółka Malý Stožek, należącego administracyjnie do Nydku.
Dawniej istniało przejście graniczne Stożek – Maly Stožek.
Przez szczyt Stożka Małego biegnie granica polsko-czeska, a wzdłuż niej czerwony szlak turystyczny z Wielkiej Czantorii na Wielki Stożek (fragment Głównego Szlaku Beskidzkiego). Od strony czeskiej, z Kolibisk w dolinie Głuchówki, wyprowadzają na grzbiet znaki zielone, zaś z doliny Dziechcinki po stronie polskiej – żółte znaki, wiodące dalej do schroniska PTTK na Wielkim Stożku.

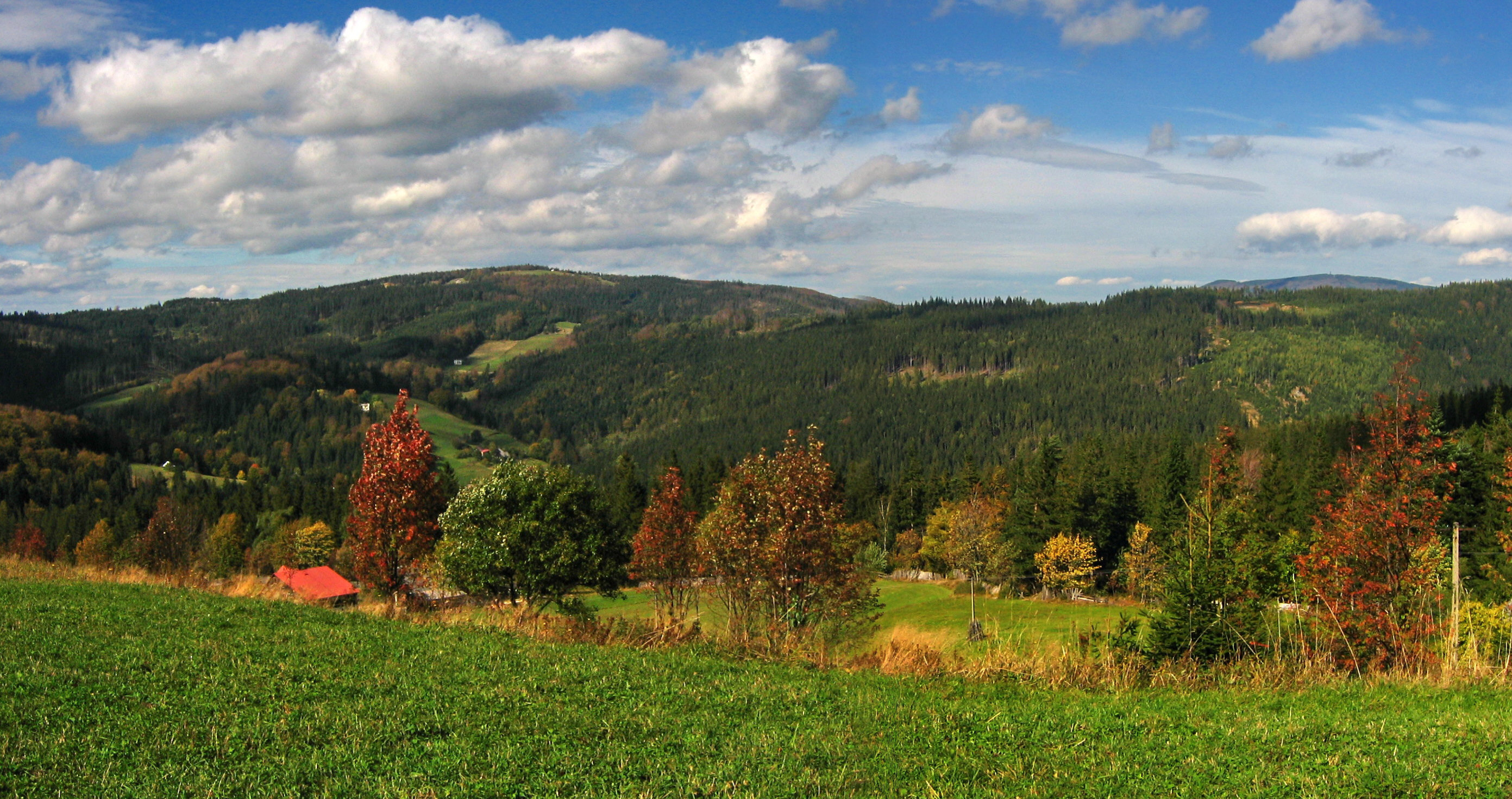
Stożek Mały ze szlaku z Wisły
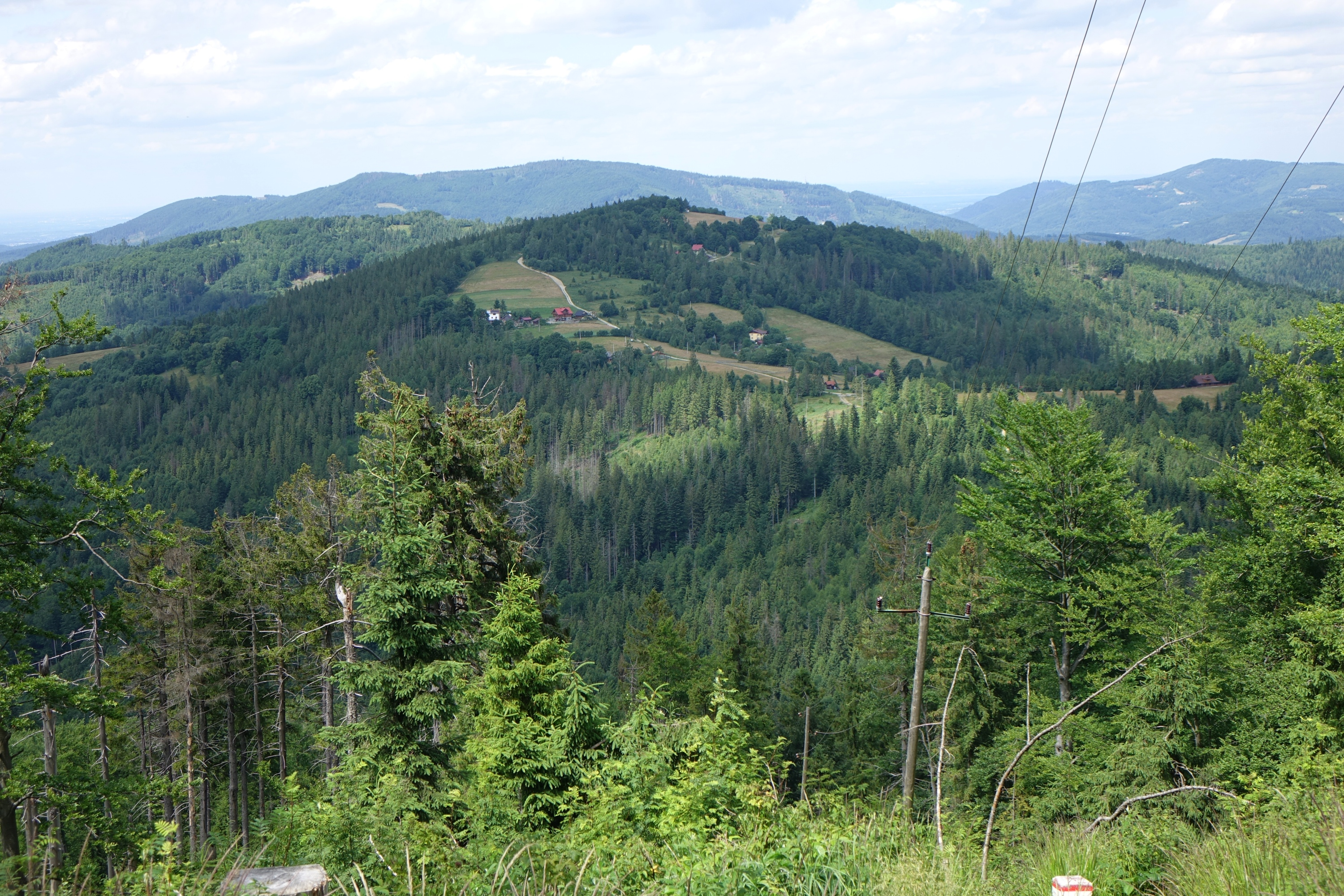
Widok na Stożek Mały ze Stożka Wielkiego
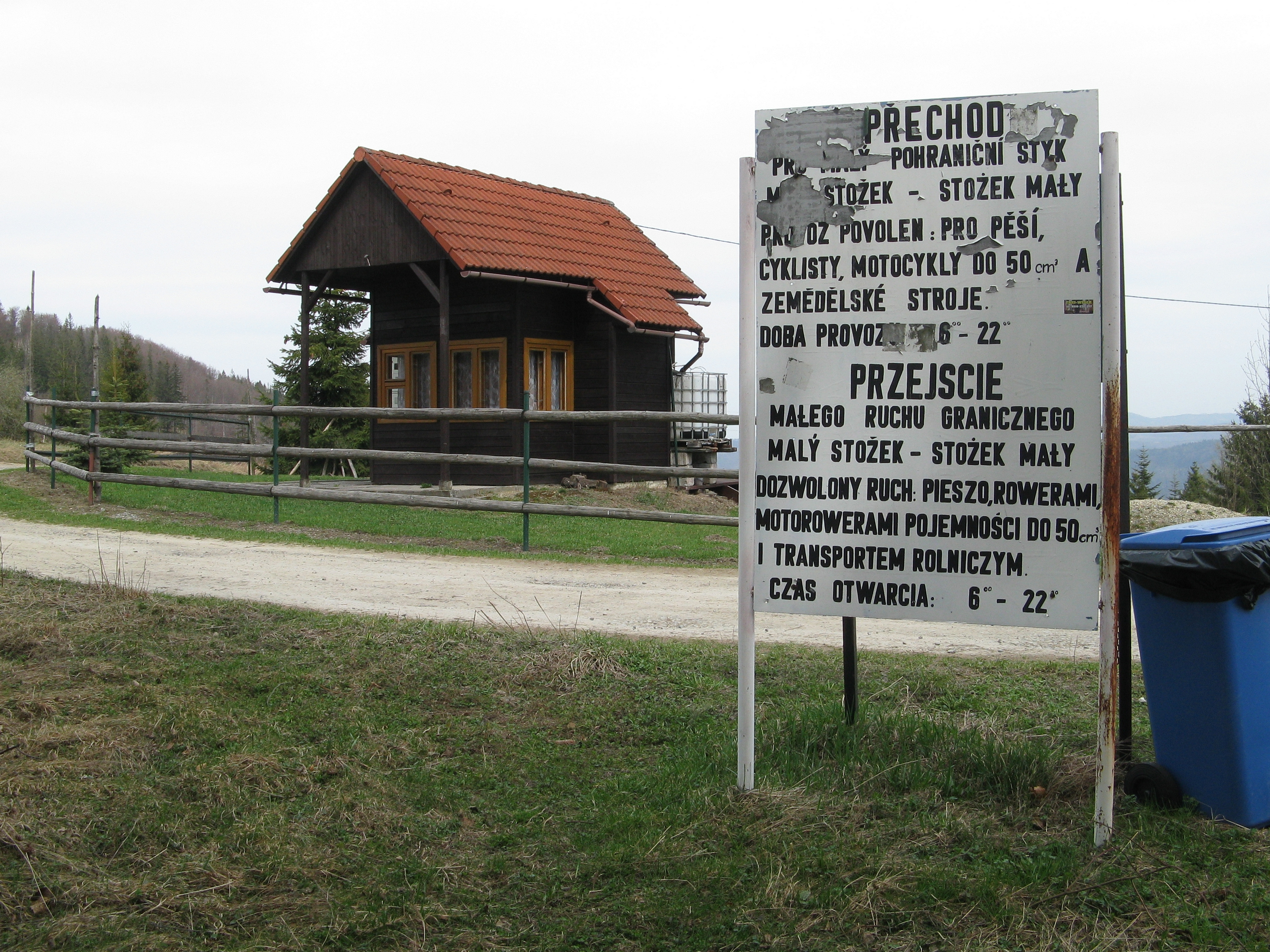
Dawne przejście turystyczne